# 개구리상어
개구리상어(영어: frog shark, 학명: Somniosus longus 솜니오수스 롱구스[*])는 돔발상어목 잠꾸러기상어과에 딸린 상어의 한 종이다. 매우 희귀한 종으로, 심해에서 주로 발견되었다. 지금까지 발견된 개구리상어 표본은 10여 개 이하로, 대부분 태평양에서 발견되었다. 개구리상어가 발견된 곳은 일본과 뉴질랜드 연안, 살라스 이 고메즈 섬 등이며, 발견된 수심은 얕으면 120 미터에서 깊으면 1,116 미터에 달한다.